# Carl Millöcker
Carl Millöcker   (Viena, 29 d'abril de 1842 - Baden bei Wien, 31 de desembre de 1899), nom complet Carl Joseph Millöcker (també: Karl Millöcker) fou un compositor austríac d'operetes i director d'orquestra.
Va néixer a Viena, on va estudiar flauta al Conservatori de Viena. Mentre va mantenir diversos càrrecs de director a la ciutat, va començar a compondre operetes. La primera va ser Der Tote Gast, en un acte, que es va estrenar el 1865 amb llibret de Ludwig Harisch, basat en una novel·la de Heinrich Zschokke.
L'èxit internacional de Der Bettelstudent li va permetre retirar-se de la direcció. No obstant això, mai va aconseguir després un èxit comparable.
Va morir a Baden bei Wien i va ser enterrat en una tomba d'honor al cementiri Zentralfriedhof de Viena (grup 32, A35).
Fou un dels millors representants de l'opereta vienesa. Entre les seves produccions, pertanyent a aquest gènere, cal citar:
- Der tote Gast (1865);
- Die beiden Binder, Diana, Die Fraueninsel, Der Regimenttstambour, Ein Abenteuer in Wien, Drei Paar Schuhe, Die Musik des Teufels, Ein nagender Wurm (1872);
- Das verwúnschene Schloss, GräfinDubarry (1879);
- Apajune der Wassermann, Die Junfrau von Belleville, Der Bettelstudent (1882);
- Der Feldprediger (1884);
- Gasparone (1884);
- Der Dieb (1886);
- Der Viceadmiral (1886);
- Die Sieben Schwaben (1887);
- Der arme Jonathan (1890);
- Das Sonntagshind (1892;
- Der Probekuss (1894);
- Nordlicht (1896).

També publicà, per mitjà de quaderns mensuals i durant diversos anys, una col·lecció de peces per a piano.